# Mierkromsprietwants
De mierkromsprietwants (Alydus calcaratus) is een wants uit de familie Alydidae. In Nederland is dit de enige vertegenwoordiger uit deze familie.

## Uiterlijk
De imago wordt 10 tot 12 millimeter lang, en is vooral zwartig of donkerbruin van kleur. Tijdens het vliegen is op het abdomen een oranjerode vlek zichtbaar, wat de imago enigszins doet lijken op een wesp. Ze kunnen gedurende het gehele jaar worden gezien. De nimfen lijken op bosmieren, en leven mogelijk in mierennesten.
De wants lijkt op de wolfsmelkwantsen uit het genus Dicranocephalus maar verschilt van deze dieren door het licht gekromde laatste antennelid (vandaar de Nederlandse naam) en doorns op de achterdijen.

## Leefwijze
De soort kent een enkele generatie per jaar en overwintert als nimf of eitje. Van juni tot oktober zijn de wantsen volwassen en kunnen ze waargenomen worden in warme open biotopen zoals heideterreinen op zandgrond.

## Leefgebied
Alydus calcaratus komt voor in een groot deel van Europa en in Nederland is de soort voornamelijk in het zuiden te vinden in heidegebieden.